# 杭白芷
杭白芷（学名：Angelica dahurica var. hangbajzhj）又名浙白芷，为伞形科当归属祁白芷的变种。

## 形态
多年生草本；地下具有粗大的根；下部叶子为三回三出式羽状复叶，卵形或卵状长椭圆形小叶，基脚向下延伸成叶轴上的翅，边缘有多数尖锐三角形细齿牙；上部的叶子很不发达，仅存有卵形囊状的叶鞘；夏季开花，复伞形花序，果实侧棱有翅。

## 产地
产于中国东南部、台湾等地，目前尚未由人工引种栽培。

## 外部連結
- 杭白芷 Hangbaizhi （页面存档备份，存于） 藥用植物圖像數據庫 (香港浸會大學中醫藥學院) （中文）（英文）
- 白芷 Baizhi （页面存档备份，存于） 中藥材圖像數據庫 (香港浸會大學中醫藥學院)